# NGC 7014
NGC 7014 é uma galáxia elíptica (E) localizada na direcção da constelação de Indus. Possui uma declinação de -47° 10' 43" e uma ascensão recta de 21 horas, 07 minutos e 52,0 segundos.
A galáxia NGC 7014 foi descoberta em 2 de Outubro de 1834 por John Herschel.